# Roncal (Spagna)
Roncal in castigliano e Erronkari in basco, è un comune spagnolo di 331 abitanti situato nella comunità autonoma della Navarra.